# Distretto di Elbląg
Il distretto di Elbląg (in polacco powiat elbląski) è un distretto polacco appartenente al voivodato della Varmia-Masuria.

## Geografia antropica

### Suddivisioni amministrative
Il distretto comprende 9 comuni.
- Comuni urbano-rurali: Młynary, Pasłęk, Tolkmicko
- Comuni rurali: Elbląg, Godkowo, Gronowo Elbląskie, Markusy, Milejewo, Rychliki